# Eurocentrism
Eurocentrism eller eurocenterism kan dels beskrivas som egenskapen att betrakta Europa och Västvärlden som viktigast och dels som en universalisering av europeiska och västerländska karaktäristika (till exempel eurocentrism i forskning).
Ordet "Mellanöstern" är ett uttryck för eurocentrism. Detta eftersom begreppet "Mellanöstern" med specifikation på "öster" är felaktigt för de miljarder människor som bor bland annat på Indiska subkontinenten, i Indokina, Kina, Japan, Korea, Filippinerna och Indonesien. Ett korrektare geografiskt begrepp för dem vore Sydvästasien.
Eurocentrism hänvisar till en diskursiv tendens att tolka historia och kulturer av icke-europeiska och icke-västerländska samhällen ur ett europeiskt eller västerländskt perspektiv. Gemensamt för den eurocentriska tanken är:
- att ignorera eller undervärdera icke-västerländska samhällen som underlägsna Västvärlden
- att ignorera eller undervärdera det som asiater eller afrikaner gör inom sina egna samhällen
- att se de icke-västerländska samhällena enbart i västerländska termer, eller som en del av "EU:s utvidgning" och dess "civiliserande inflytande".[1]